# Flug der Lightning XM135 am 22. Juli 1966
Der Flug der Lightning XM135 am 22. Juli 1966 war unbeabsichtigt. Walter „Taffy“ Holden, Ingenieur bei einer RAF-Wartungseinheit, schaltete während eines Triebwerkstests am Boden aus Versehen die Nachbrenner eines Überschallflugzeugs des Typs English Electric Lightning ein. Holden konnte die Nachbrenner nicht abschalten und rollte daher auf die Startbahn, wo er abhob. Da er ohne Funkgerät flog und der Schleudersitz deaktiviert war, musste Holden ohne Hilfe von außen landen. Beim dritten Landeversuch verlor er den Bremsschirm, konnte aber die Maschine ohne größere Schäden zum Stehen bringen, obwohl sich seine begrenzte Flugerfahrung nur auf einmotorige Schulflugzeuge beschränkte. Die Maschine kehrte in den Dienst zurück und wurde später vom Imperial War Museum Duxford erworben.

## Flugzeug
Die English Electric Lightning war ein Hochleistungs-Kurzstrecken-Abfangflugzeug. Sie hatte ein maximales Startgewicht von 20 Tonnen und konnte Mach 2,0 erreichen. Das an dem Vorfall beteiligte Flugzeug war die zweite Serien-Lightning und trug das Kennzeichen XM135. Diese Maschine hatte einen elektrischen Fehler, der aber nur während der Beschleunigung beim Anrollen zum Startlauf auftrat. Durch einen Wackelkontakt fiel der elektrische Wechselrichter, der die Fluginstrumente mit Strom versorgte, jeweils während der ersten Meter des Startlaufs aus und der Reservewechselrichter schaltete sich ein.

## Crew

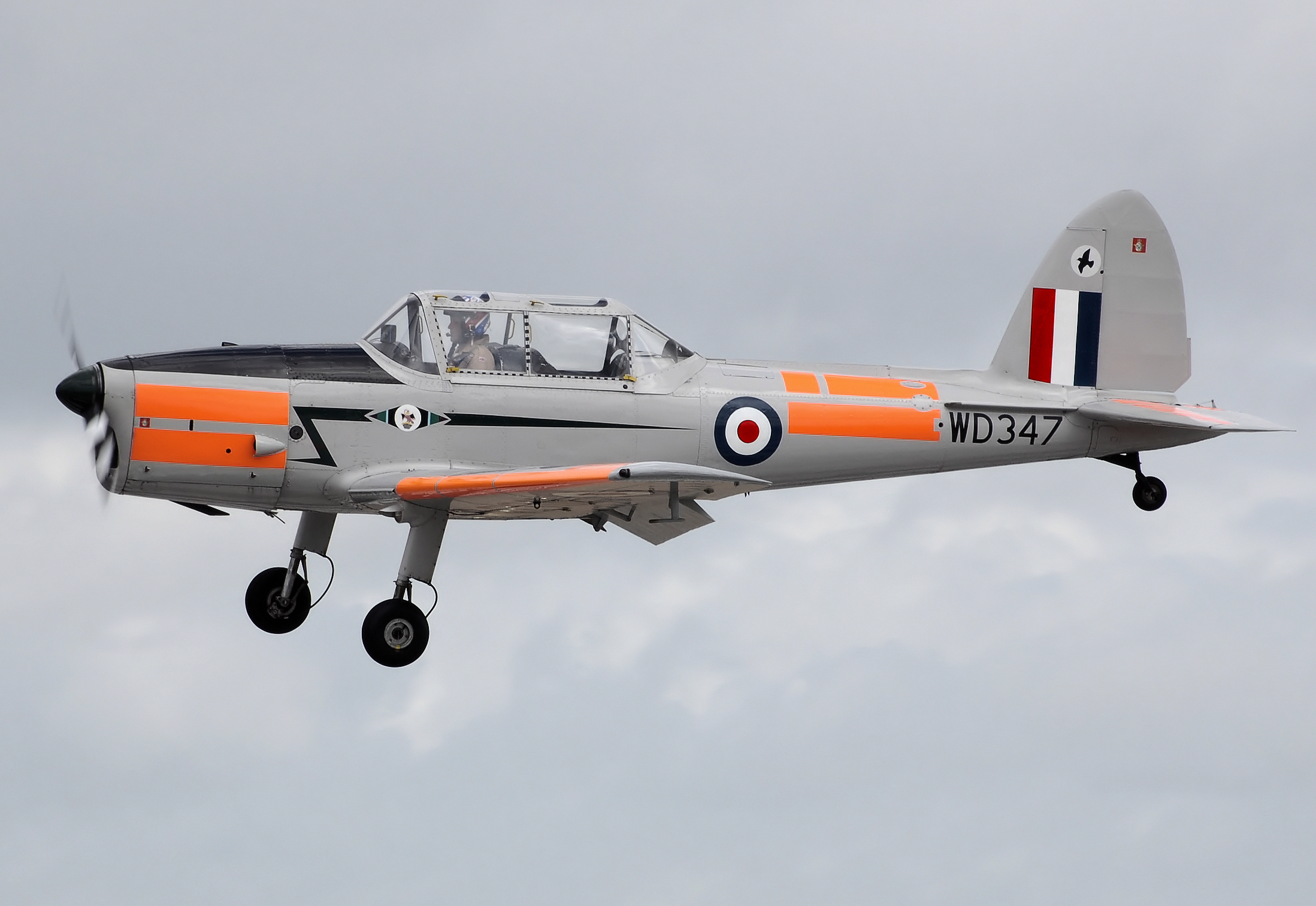
Eine de Havilland Chipmunk mit Spornrad, ähnlich der, in der Holden einige Übungsflüge hatte

Wing Commander Walter „Taffy“ Holden begann seinen Militärdienst 1943 und erhielt eine Stelle als Kadett an einer Universität. Während seines Maschinenbaustudiums lernte Holden auch das Fliegen mit der Tiger Moth, einem Doppeldecker. Holden verfolgte eine Ingenieurskarriere bei der RAF; die RAF qualifizierte ihn jedoch nach der Ausbildung auf der Harvard (North American T-6) mit RAF Pilot Flying Badge. In der Folge trainierte er während seiner frühen Karriere auf der de Havilland Canada DHC-1 Chipmunk.
1966 befehligte Holden die RAF-Wartungseinheit Nr. 33 des Flugplatzes RAF Lyneham, dessen Stilllegung geplant war. Die Einheit wartete Gloster Meteors, English Electric Canberras und English Electric Lightnings. Zu dieser Zeit wurde die Einheit bereits aufgelöst und war dabei, ihre letzten Flugzeuge abzugeben. Die Einheit hatte zwar einen Piloten für die Canberras und Meteors, der aber nicht für die Lightning qualifiziert war. Für die Überprüfungsflüge musste Holden RAF-Piloten mit einer gültigen Berechtigung ausfindig machen, die in der Regel innerhalb von 24 bis 36 Stunden gefunden werden konnten.

## Fluggeschichte
Die Schwierigkeiten mit dem Flugzeug XM135 hielten die Schließung der Einheit auf und zum Zeitpunkt des Vorfalls stand für eine weitere Woche kein Lightning-Pilot zur Verfügung. Ein Pilot von RAF Boscombe Down, der an früheren Tests beteiligt war, schlug Holden vor, die Überprüfung selbst durchzuführen, da sie jeweils nur das Rollen am Boden für 25 bis 40 Meter vorsah. Bei jedem Versuch sollte Holden eine andere elektrische Konfiguration testen, dazu die Triebwerke auf Leistung bringen, um einen kurzen Startlauf zu simulieren, dann die Leistung auf Leerlauf zurücknehmen und die Radbremsen betätigen, um anzuhalten. Holden sollte per Handzeichen mit seiner Unterstützungscrew in einem Landrover kommunizieren, die den nächsten Test mit dem Kontrollturm koordinierte.
Holden trug keinen Helm und hatte dadurch auch keine Möglichkeit, das Sprechfunkgerät zu benutzen. Die Cockpithaube des Flugzeugs wurde entfernt, weil eine elektrische Verkabelung zur Fehlersuche aus dem Cockpit herausgeführt wurde. Das Fahrwerk konnte nicht eingefahren werden, da die Bodensicherungen angebracht waren.

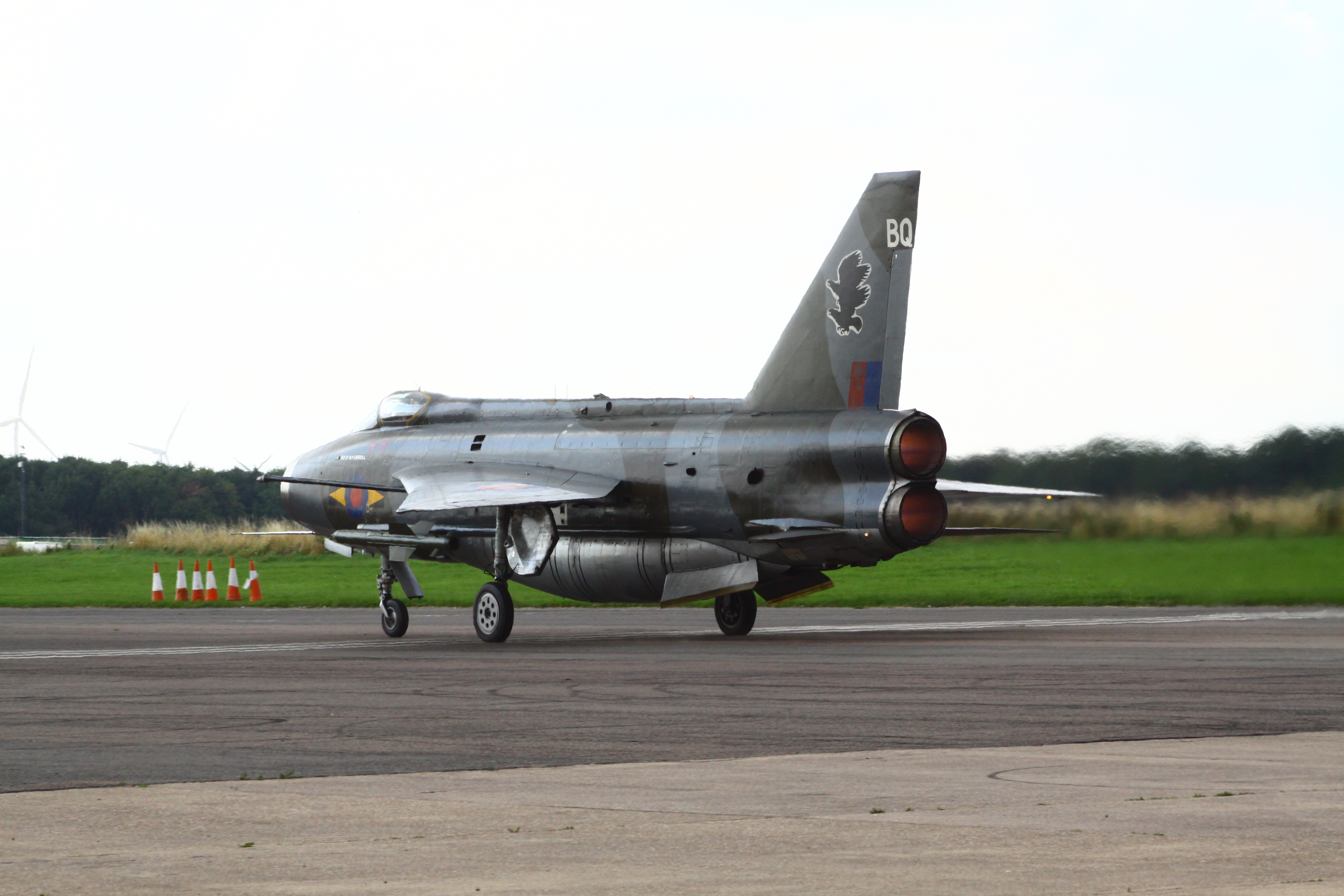
Eine Lightning mit eingeschalteten Nachbrennern

Nachdem die Lightning in Position war, führte Holden die erste Überprüfung wie beabsichtigt durch und bewegte das Flugzeug 25–40 Meter. Bei einem anschließenden Test schob er jedoch die Schubhebel unbeabsichtigt über die Vollgas-Raste in die Nachbrennerstellung. Zum Abschalten der Nachbrenner und zur Rückkehr in den Leerlauf müssen Entriegelungstaster gedrückt werden, in deren Bedienung Holden aber keine Erfahrung hatte. Da das Gas nicht gleich wieder weggenommen werden konnte, gewann die Maschine schnell an Geschwindigkeit und verfehlte knapp einen Tanklastwagen, der vor ihm die Bahn querte. Die Lightning überquerte die kreuzende Hauptbahn, auf der sich eine de Havilland Comet mitten im Start befand, jedoch bereits genügend Höhe hatte. Als Holden das Ende der Startbahn erreichte, zog er den Knüppel zurück und hob ab.
Nach dem Start gelang es Holden, die Nachbrenner auszuschalten, nachdem er die Knöpfe ertastet hatte. Er überlegte, ob er mit dem Schleudersitz aussteigen sollte. Das war jedoch nicht möglich, da der Schleudersitz im Bodenmodus blockiert war. Bei seinen ersten beiden Landeversuchen waren seine Geschwindigkeit und Höhe falsch und Holden brach die Versuche ab. Holden, der sich vage daran erinnerte, dass die Landegeschwindigkeit der Lightning 150 Knoten betrug, drehte eine weitere Runde um Lyneham und versuchte, in entgegengesetzter Richtung der Landebahn zu landen, um sich dem Dorf nicht zu nähern. Bei seinem letzten Landeversuch verwendete er aufgrund seiner früheren Ausbildung den Anstellwinkel eines Flugzeugs mit Spornrad. Dieser führte zu einem Tailstrike auf der Landebahn, bei dem der hintere Gummipuffer der Lightning auf den Beton aufschlug, abbrach und das Kabel des Bremsschirms abtrennte, der als Bremshilfe diente. Durch hartes Bremsen schaffte es Holden, die Lightning etwa hundert Meter vor dem Ende der Landebahn zum Stillstand zu bringen. Insgesamt war er 12 Minuten lang in der Luft.

## Unfalluntersuchung

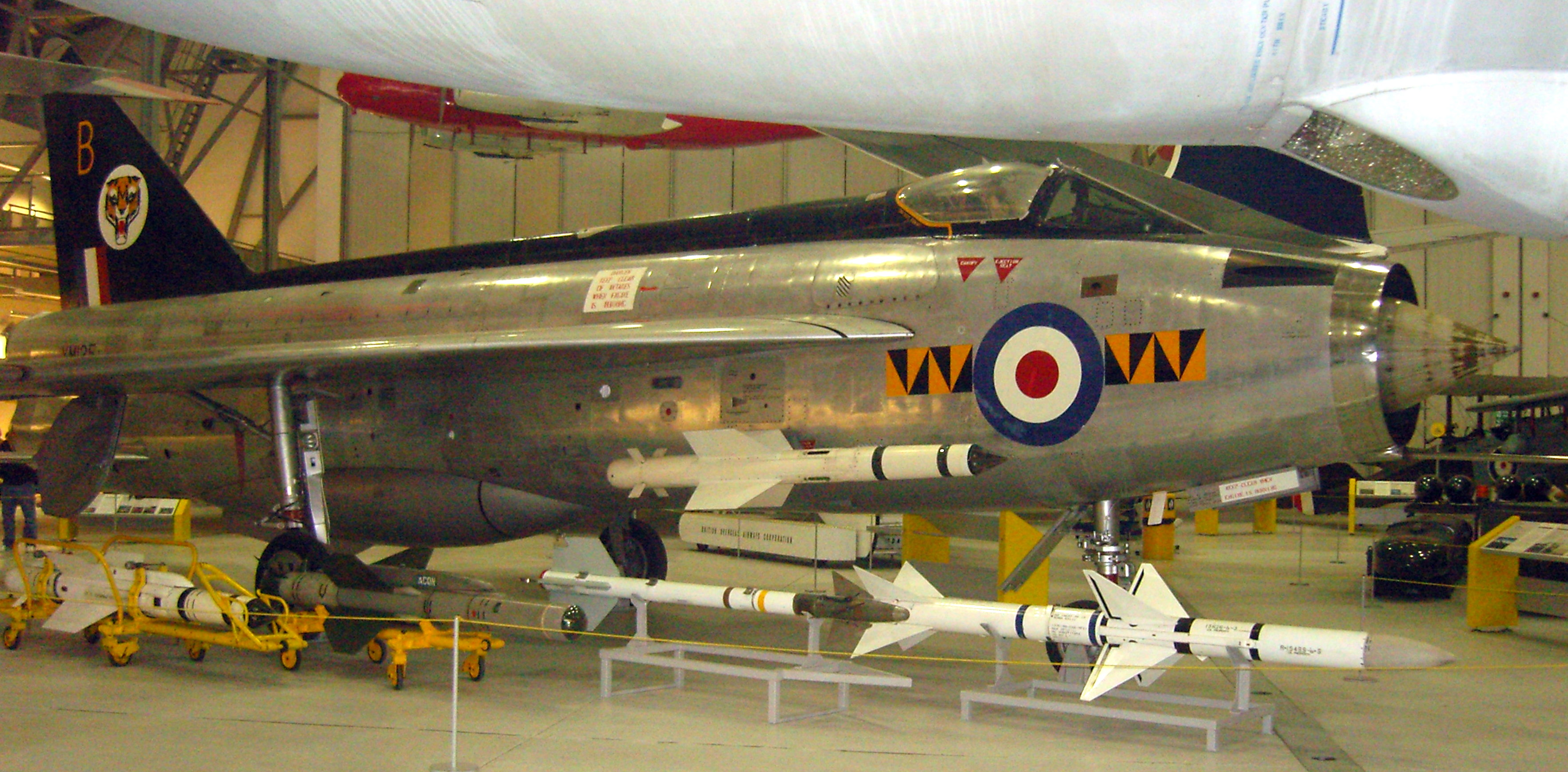
XM135 im Imperial War Museum Duxford

Das Flugzeug wurde repariert und wieder in Betrieb genommen. Bei der Unfalluntersuchung wurde festgestellt, dass die Ursache für den Wackelkontakt in der Verkabelung lag, die von einer entfernten Bodentesttaste des Reservewechselrichters übrig geblieben war. Dadurch entstand ein Kurzschluss mit dem geerdeten UHF-Funkgerät, das sich während des Startverlaufs in seiner elastischen Aufhängung bewegte. Nach 1343 Flugstunden wurde die XM135 1974 vom Imperial War Museum Duxford erworben, wo sie ausgestellt ist.
Der unbeabsichtigte Flug ließ sich vor der Presse nicht verbergen, da die Basis mit zivilen Auftragnehmern gefüllt war. Holden wurde auf Urlaub nach Italien geschickt, als die Nachricht bekannt wurde; allerdings wurde er auch dort erkannt. Eine Untersuchung ergab, dass Holden nicht gegen irgendwelche Vorschriften im Flughandbuch verstoßen hatte, die kurze Zeit später verändert wurden. Sie ergab auch, dass Holden sich selbst, das Flugzeug und Unbeteiligte gerettet hatte. Laut Holdens Aufzeichnungen wurde er bei der Untersuchung des Vorfalls von Air Marshal Kenneth Porter gefragt, ob er zustimme, dass er in Anbetracht seiner begrenzten Flugerfahrung den Test besser einem erfahrenen Lightning-Piloten überlassen hätte, was Holden bejahte. Porter erzählte darauf einige seiner eigenen unglücklichen Flugvorfälle.
Holden blieb im Dienst der RAF und ging um 1980 in den Ruhestand. Er starb 2016 im Alter von 90 Jahren.